# マット・バー
マット・バー（Matthew David Bahr 1956年7月6日- ）はペンシルベニア州フィラデルフィア出身の元アメリカンフットボール選手。NFLで1979年から1995年まで17シーズン、6チームに所属した。
アメリカサッカーの殿堂入りしているウォルター・バーを父に持つ彼はラングホーンにある高校時代はアメリカンフットボールとサッカーを行った。NFL入り前の1978年にはプロサッカーリーグである北米サッカーリーグのコロラド・カリブーズに所属した。
1979年に彼は兄のクリス・バーと同じくキック能力をアメリカンフットボールに生かすこととした。1979年から1995年までの17シーズンをピッツバーグ・スティーラーズ、サンフランシスコ・フォーティナイナーズ、クリーブランド・ブラウンズ、ニューヨーク・ジャイアンツ、フィラデルフィア・イーグルス、ニューイングランド・ペイトリオッツでプレイした。スティーラーズ時代のルーキーシーズンに彼は第14回スーパーボウルで優勝しスーパーボウルリングを手に入れた。1991年1月20日のスーパーボウル3連覇を目指すサンフランシスコ・フォーティナイナーズとのNFCチャンピオンシップゲームでは残り時間4秒で42ヤードの逆転フィールドゴール(FG)を含む合計5本のFGを決めて、全15得点をあげ、チームは15-13と勝利した。第25回スーパーボウルでもFGを決めて20-19と勝利し2度目のスーパーボウル優勝を果たした。
17シーズンでFG415回中300回成功、エクストラポイント534回中522回成功、合計1,422得点をあげた。
現在はピッツバーグでデザインエンジニアを行っている。